# Naptármódszer
A naptármódszer egy fogamzásgátlási módszer, ami azon alapul, hogy az előző menstruációs ciklusok hossza alapján megpróbálják megbecsülni, hogy melyik időszakban valószínűbb a teherbe esés. A szexuális partnerek a hölgy termékeny időszakában tartózkodnak a nemi közösüléstől, ezzel a nem kívánt teherbeesés lehetőségét nagymértékben csökkenthetik. Ha a gyermekáldás a cél, természetesen „fordítva” is alkalmazható.
A naptármódszerek közül a legismertebb a német Hermann Knaus és a japán Kyusaku Ogino által kifejlesztett Ogino–Knaus-féle módszer.
Az eljárás egyrészt a spermium 48 órás élettartamán másrészt a tüszőrepedés időpontjának pontos megállapításán alapul (Lásd:menstruációs ciklus). Terhesség legnagyobb valószínűséggel akkor következik be, ha a pete szabaddá válásakor a petevezetékben már életképes hímivarsejtek vannak. A tűszőrepedés (szabaddá válás) időpontja általában a vérzés első napjától számított 14. napon következik be. A módszer szerint az ezt megelőző és ezt követő három napban (11.-től a 17. napig) tilos a védekezés nélküli közösülés.
Hölgyek tüszőrepedésének pontos meghatározásához naponta történő végbélhőmérséklet-mérést lehet alkalmazni (lázmérőzés). Ezt reggel, közvetlenül ébredés után, még székelés vagy bármilyen mozgás előtt kell végrehajtani, és feljegyezni. Ezeket az értékeket összehasonlítva láthatóvá válik, hogy tüszőrepedés előtt maximum 0,1-0,2 °C-os a különbség, míg annak bekövetkezése után 0,6-0,7 °C-kal emelkedik meg a reggeli testhőmérséklet, és ez a következő menstruáció kezdetéig így is marad.

## Hátrányai
A módszer elég nehézkesen alkalmazható, és viszonylag megbízhatatlan, ugyanis vannak olyan hölgyek, akiknél egy ciklus alatt többször is előfordulhat tüszőrepedés. Továbbá a test hőmérsékletének mérésekor a betegség miatti hőemelkedések is nehezíthetik az eredmény kiértékelését.